# Paolo Carlo Turati
Paolo Carlo Turati (1808 – Milano, 24 luglio 1861) è stato un politico italiano, deputato della VII Legislatura del Regno di Sardegna e deputato del Regno d'Italia della VIII legislatura.